# Recall Bias
Der Begriff Erinnerungsverzerrung (auch Erinnerungseffekt, englisch recall bias) bezeichnet im Sinne einer kognitiven Verzerrung eine Fehlerquelle vor allem in retrospektiven Studien.
Gemeint sind Verzerrungen, die dadurch entstehen, dass die Probanden sich nicht mehr korrekt an Begebenheiten erinnern oder Begebenheiten im Nachhinein mehr oder weniger Bedeutung als ursprünglich zumessen. Ein Studiendesign, das besonders anfällig für eine Erinnerungsverzerrung ist, ist die sogenannte Fall-Kontroll-Studie. Sie dient der Ermittlung von Risikofaktoren für bestimmte Krankheiten. Dazu werden Patienten mit dieser Krankheit und solche ohne diese Krankheit gefragt, ob diese Risikofaktoren in der Vergangenheit bei ihnen vorlagen. Dabei kann es sein, dass sich beide Seiten nach langer Zeit nicht mehr genau erinnern können und ungenaue Angaben machen. Daneben können Patienten mit der Krankheit eigene Vorstellungen davon haben, was die Krankheit verursacht haben könnte, und erinnern sich an solche Risikofaktoren eher oder übermäßig stark (selektives Berichten von Endpunkten bzw. englisch Reporting Bias). Umgekehrt wäre es, wenn Ärzte eher dazu neigen, eine Krankheit zu entdecken, weil ein bestimmter Risikofaktor vorliegt (beobachterabhängige Urteilsverzerrung bzw. englisch Observer Bias).
Um eine Erinnerungsverzerrung zu verhindern, werden prospektive Studien durchgeführt.